# 1804 год в науке
В 1804 году были различные научные и технологические события, некоторые из которых представлены ниже.

## События
- 21 июня — Смитсон Теннант представил Лондонскому королевскому обществу отчёт об открытии двух новых металлов — иридия и осмия.
- 17 ноября — основан Казанский императорский университет.
- Вышла в свет книга Игнаца Трокслера «Über das Verschwinden gegebener Gegenstände innerhalb unseres Gesichtskreises» в которой впервые описан физиологический феномен в области визуального восприятия названный впоследствии именем исследователя.

## Изобретения
- Ричард Тревитик получил патент на паровоз.

## Родились
- 23 февраля — Карл Бремикер, немецкий астроном, издатель первого в мире безошибочного сборника логарифмических таблиц (1852 год), который получил широкое распространение и переиздавался десятки раз во многих странах (ум. 1877).
- 24 февраля — Соломон Френсдорфф, немецкий и еврейский гебраист (ум. 1880).
- 7 апреля — Саломон Мюллер, немецкий натуралист и зоолог.
- Николай Баженов — русский врач и историк.
- Джон Бигелоу — американский ботаник и хирург.

## Скончались
- 12 февраля — Иммануил Кант, немецкий философ.
- 15 марта — Степан Борисович Струговщиков, учредитель приказов общественного призрения и директор народных училищ Петербургской губернии.
- 2 октября — Никола Жозеф Кюньо, французский инженер и изобретатель, построивший в 1769—1770 годах паровую повозку для перевозки орудий, ставшую прообразом автомобиля (род. 1725).